# Barra Velha
Pour les articles homonymes, voir Barra.
Barra Velha est une ville brésilienne du littoral de l'État de Santa Catarina.

## Origine du nom
L'origine du nom de la localité est liée aux changements au cours du temps de l'embouchure du rio Itapocu dans l'océan Atlantique. En 1504, le navigateur Binot Paulmier de Gonneville note l'existence d'une barre sableuse qui reçoit les eaux de deux cours d'eau, formant une lagune de bonne profondeur. Sous l'action du vent, le sable combla complètement la lagune, provoquant l'inondation de la région et l'ouverture d'une nouvelle embouchure, appelée aujourd'hui Boca da Barra. Ce fait valut son nom de Barra Velha (« vieille barre » en français) à la localité.

## Géographie
Barra Velha se situe par une latitude de 26° 36′ 56″ sud et par une longitude de 48° 41′ 95″ ouest, à une altitude de 35 mètres.
Sa population était de 22 403 habitants au recensement de 2010. La municipalité s'étend sur 140 km2.
La ville se trouve à 120 km au nord de la capitale de l'État, Florianópolis, et à 180 km au sud de la capitale du Paraná, Curitiba. Elle fait partie de la microrégion d'Itajaí, dans la mésorégion de la vallée du rio Itajaí.
Le climat de la municipalité est tempéré, avec des étés chauds. La température moyenne mensuelle varie de 16 à 27 °C. Le principal cours d'eau de la municipalité est le rio Itapocu et la végétation se compose surtout de forêt atlantique.
L'IDH de la ville était de 0,792 en 2000 (PNUD).

## Histoire
Les premières traces d'occupation de la région datent de la préhistoire, avec la présence de chasseurs-cueilleurs semi-nomades. Ceux-ci utilisaient le rio Itapocu comme moyen de circulation vers l'intérieur des terres. On retrouve encore de nos jours la présence d'inscriptions rupestres et de sambaquis attestant de cette présence.
La colonisation par les européens commence vers la fin du XVIIIe siècle, avec la concession d'une sesmaria dans la région, à l'embouchure du rio Itapocu, en 1806. Les premiers habitants de la localité se consacrent à la chasse à la baleine et à l'exploitation de son huile, utilisée notamment pour l'éclairage public de la capitale impériale, Rio de Janeiro. Parmi ces pêcheurs, Joaquim Alves da Silva se fait remarquer par les grandes quantités d'huiles qu'il produit et envoie à Rio. En récompense, il reçoit de l'empereur Pierre Ier du Brésil les terres où se trouve aujourd'hui la ville.
La localité porte à l'époque le nom d'Armação de Itapocoroí. En 1861, la ville devient un district de Parati (aujourd'hui Araquari) sous le nom de Barra Velha. Le 3 décembre 1956, elle acquiert son indépendance administrative et devient une municipalité à part entière, mais son élévation est annulée en 1957, et elle est à nouveau rattachée à Araquari. Le 7 décembre 1961, elle devient enfin indépendante et s'émancipe d'Araquari. En 1992, la municipalité perd son district de São João do Itaperiú qui accède au rang de municipalité.

## Économie
Les principales activités économiques de la région sont le tourisme, l'agriculture et la pêche.

## Tourisme et culture

### Tourisme balnéaire
La ville est une destination touristique recherchée pour ses plages, sur environ 20 km de façade maritime. En haute-saison, la population de la municipalité passe de 18 000 à plus de 100 000 habitants.

### Culture açorienne
Colonisée par des immigrants açoriens, Barra Velha conserve encore aujourd'hui les caractéristiques d'un village de pêche traditionnel, ainsi que les traces de la culture de ses premiers colons, comme la festa do Espírito Santo (« fête du Saint-Esprit » en français) ou le boi-de-mamão.
Le principal événement culturel de la ville est la Festa Nacional do Pirão créée en 1997, au mois de septembre. Le pirão est un plat typique de la région à base de poisson et de farine.
Au mois de février, on célèbre également Notre-Dame des Navigateurs (Nossa Senhora dos Navegantes en portugais), par une procession maritime.

### Autres curiosités
La municipalité compte également un « Christ Rédempteur » de petite taille, à l'image de la statue du Christ Rédempteur de Rio de Janeiro, situé sur une petite élévation en bord de mer.
En 1865, des combattants de la guerre du Paraguay firent naufrage non loin de Barra Velha. Ils furent sauvés grâce à un feu qui brûlait sur le littoral. En remerciement, ils érigèrent une église de pierre à cet endroit, aujourd'hui nommé Cruzeiro dos Náufragos, qui l'on peut encore admirer,.

## Villes voisines
Barra Velha est voisine des municipalités (municípios) suivantes :
- Balneário Piçarras
- Luis Alves
- São João do Itaperiú
- Araquari